# Meliponini
Los meliponinos (Meliponini) son una tribu de himenópteros apócritos de la familia Apidae conocidas vulgarmente como abejas sin aguijón, pegones, aricas, guaro, matoa, matajey (en Venezuela), señago (en Panamá) o angelitas (en Colombia), en Costa Rica y Cuba se les conoce como Meliponas. Son abejas sociales que viven en colonias permanentes, como las abejas europeas. Se distribuyen a lo largo de las regiones tropicales y subtropicales del mundo, desde los 30° de latitud norte hasta los 30° de latitud sur, en Centro y Sudamérica, África, Asia y Australia.
Los meliponas producen miel, cera y propóleo, y almacenan polen. En colonias encontramos reinas, obreras y zánganos. Son por lo común pequeñas y carecen de aguijón (en realidad lo poseen atrofiado). La miel de meliponas es bastante diferente de la producida por la abeja melífera. Es muy líquida y fermenta rápido, por lo que hay que conservarla en la heladera.
Hay más de 550 especies de abejas melíferas sin aguijón identificadas en todo el mundo. Recolectan néctar de plantas rastreras, realizan vuelos cortos en busca de alimento, construyen colmenas en posición horizontal sin elaboración de panales para el almacenamiento de néctar y polen. Almacenan y modifican químicamente néctares florales que dan como resultado la producción de miel popularmente conocida por su sabor y aroma distintivo, con una textura más fluida y cristalización lenta. Esta miel es apreciada por los consumidores de todo el mundo, lo que la hace más valiosa comercialmente.
El tamaño de los melipónidos varía desde los 2 mm de longitud en el género Trigona, hasta 2 cm en Melipona, una longitud similar a la de Apis mellifera.
Algunas especies de esta tribu son muy antiguas, y existían al momento que América se separó de África; se estima que el grupo se originó en el continente Gondwana. El fósil de abeja de la familia Apidae más antiguo conocido hasta el momento, conservado en ámbar, es de una especie llamada Cretotrigona prisca, que vivió en el período Cretácico, hace 60 a 80 millones de años.
Si bien estas abejas no pican por no poseer aguijón, tienen mecanismos de defensa: mordiscos, expulsión de sustancias cáusticas irritantes a ojos y orejas, etc.
Al igual que otras abejas tienen un importante papel ecológico porque son excelentes polinizadores. Se las usa en invernaderos con este fin.

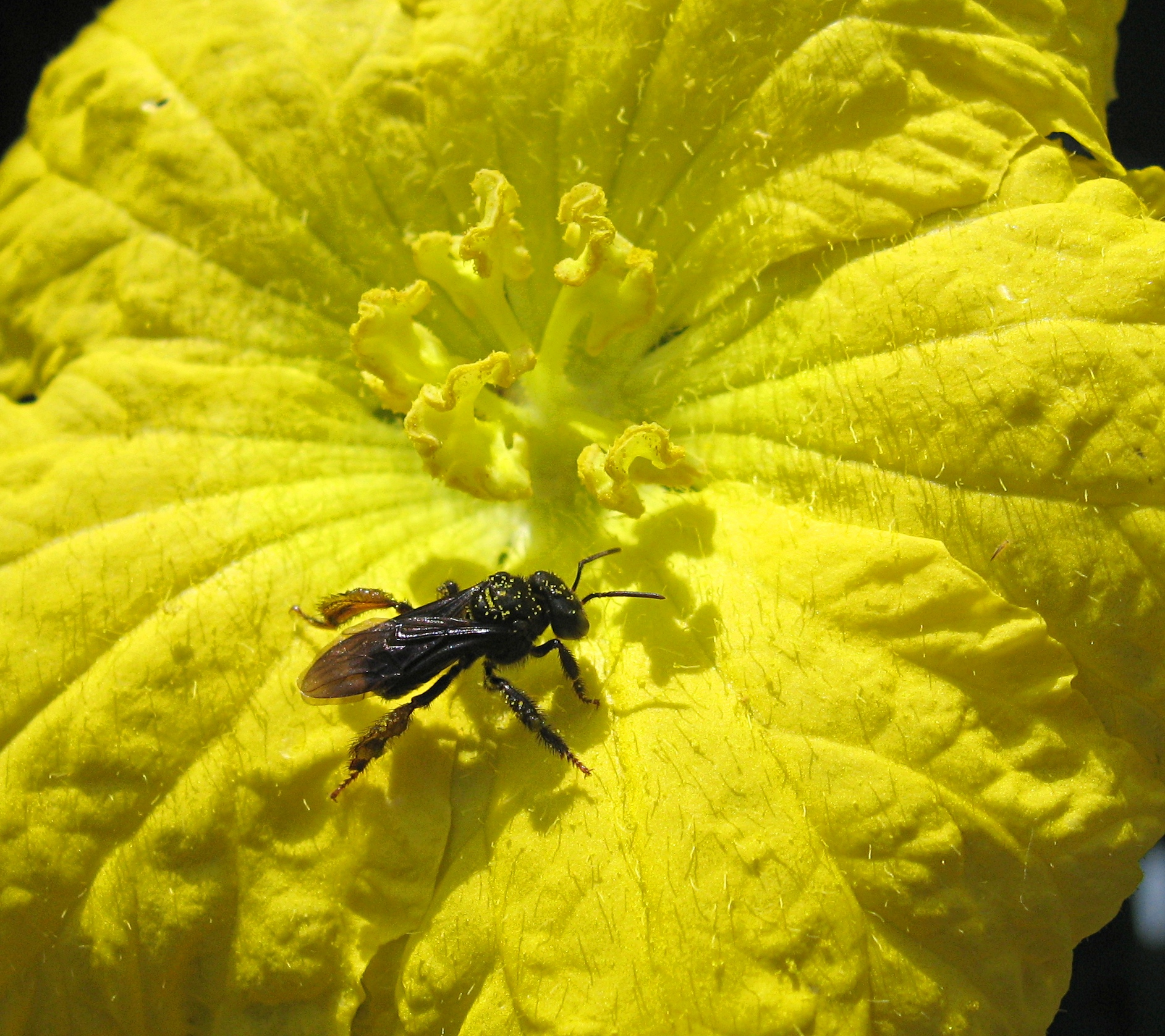
Abeja Meliponini en Luffa cylindrica en Campinas, Brasil

## Cultura melipona o meliponicultura

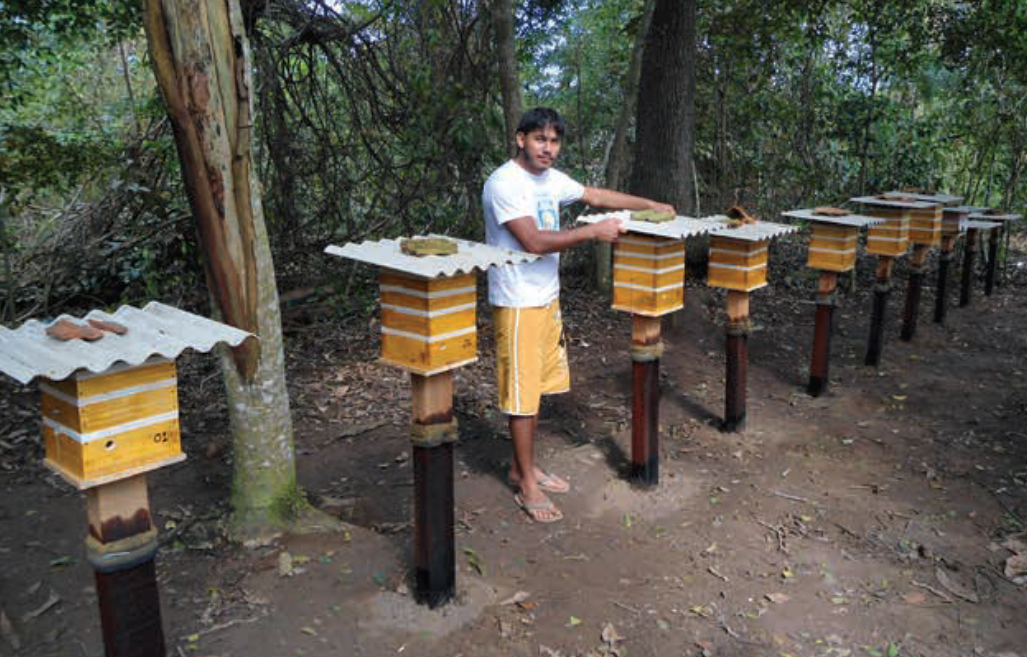
Meliponario individual

A la colonización de América, los amerindios practicaban en Mesoamérica la cría de especies autóctonas de abejas melipónidas, denominada meliponicultura (para distinguirla de la más frecuente apicultura, reservada para la cría de especies del género Apis).
La producción de miel de las meliponas es baja si la comparamos con la de Apis mellifera. Hace poco se ha dado comienzo a una meliponicultura racional.
Las abejas sin aguijón producen mieles más livianas, que cotizan muy bien en el mercado internacional. Actualmente se desarrollan programas de investigación en centros especializados a fines de jerarquizar la práctica racional, por la importancia de la biodiversidad del planeta.
Los recursos genéticos de los melipónidos son invalorables porque nos permitirían adaptar la producción de miel ante posibles cambios climáticos, en un futuro. Desempeñan un papel crucial en la polinización de la flora autóctona o nativa de los trópicos. La introducción de Apis mellifera al continente americano trajo aparejada una competencia para estas abejas, que sin dudas fue en detrimento propio.

## Nido de cría

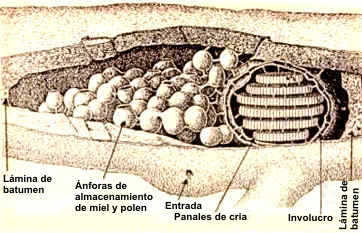
Nido de meliponas.

El nido de los Meliponini dependiendo de la especie puede ser aéreo (hueco de un árbol, rama), a nivel piso o bien subterráneo. La figura que vemos en líneas generales es un común denominador. Siempre la zona del nido de cría está separada de la zona donde se encuentran las ánforas que es donde depositan el alimento (miel y polen). El nido de cría tiene la particularidad de estar recubierto por láminas o membranas de una mezcla de propóleo y cera para protegerlo e impermabilizarlo, son generalmente varias capas. Tanto el techo como el piso o el tamaño de la piquera son fabricados de  geopropóleo, una mezcla de propóleo  con barro y resinas,
con el que también construyen líneas concéntricas hasta la piquera, logrando que solo pueda ingresar una abeja a la vez. En un ambiente con alto grado de competencia o pillaje permite que las colonias sean resguardadas más fácilmente, teniendo en cuenta que hay un género, Lestrimelitta, que solamente se dedica al pillaje de colmenas de otras especies.

## La colmena

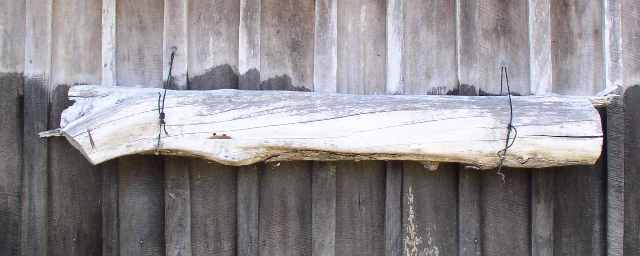
Colmena de meliponas.

La colmena de melipónidos es muy simple, se trata de cajones con dos compartimientos, pequeños en relación con los de Apis mellifera. En un compartimiento está la cámara de cría, mientras que en el otro las ánforas con miel. La extracción de la miel es muy simple, se macera la zona de las ánforas y se extrae por una piquera.

## Diversidad de especies
La diversidad de especies utilizadas en la meliponicultura es muy amplia, son cientos las especies explotadas, de acuerdo a la distribución geográfica de cada una. Los meliponicultores utilizan las especies presentes en sus ecosistemas o biomas. Estos son los motivos principales en la falta de homogeneidad de métodos utilizados, como también en la heterogeneidad de colmenas usadas para el cultivo de estas abejas.

## Miel composición química y su control de calidad
La miel de estas abejas es en general, más líquida que la de Apis mellifera, cristaliza menos, tiene una utilización ligada mayormente a fines medicinales que alimenticios. La producción de kilos por colmenas es cuatro o cinco veces menor que la de las abejas del género Apis.
La miel de abeja sin aguijón tiene una composición en su mayoría de azúcares, representadas por la glucosa y fructosa. Hay que tener en cuenta que no son las únicas moléculas presentes, también podemos encontrar pequeñas cantidades de otros compuestos, como fenólicos representados por ácidos fenólicos y flavonoides, proteínas, aminoácidos, enzimas, vitaminas y minerales. Sus características fisicoquímicas se basan principalmente en los siguientes puntos:
- Humedad: depende de los factores ambientales durante cosecha y almacenamiento. La miel con un alto contenido en agua se traduce en una mayor fermentación potencial, lo que resulta en una conservación y almacenamiento más difíciles. La miel de abeja sin aguijón contiene un mayor contenido de agua en comparación con la miel de Apis mellifera. Esto puede estar     relacionada con la naturaleza de su hábitat; es decir, la selva tropical húmeda. El contenido de humedad informado en abejas sin aguijón va desde tan solo 13,26 g / 100 g hasta tan alto como 45,8 g / 100 g.
- Acidez libre: este punto tiene relación con la presencia de ácidos orgánicos La acidez alta puede indicar la fermentación de azúcares en ácidos orgánicos.  Los valores de acidez libre también se informaron que son mayores en la miel de abeja sin aguijón en comparación con la miel de Apis mellifera.  Acidez libre entre abejas sin aguijón Se ha informado que la miel oscila entre 5,9 meq / kg y 592 meq / kg.
- pH: La miel es de naturaleza ácida, con un pH que oscila entre 3,2 y 4,5. En general, el pH de la miel de abeja sin aguijón varía de 3,15 a 6,64.
- Contenido de cenizas: se correlaciona con su contenido de minerales y está influenciado por la composición de néctar de la planta de origen. La planta original portadora     de néctar absorbe minerales del suelo, que finalmente terminan en el     néctar.  Esto da una idea de la calidad de la miel en términos de contaminantes inorgánicos, como los pesticidas. La ceniza el contenido de miel de abeja sin aguijón varía     desde un mínimo de 0,01 g / 100 g hasta un máximo de 3,1 g / 100 g de     miel.
- Conductividad eléctrica: está directamente relacionada con su concentración de minerales, sales, ácidos orgánicos y proteínas. la conductividad eléctrica varía de 0,102 ms / cm a  8,770 ms / cm.
- Contenido de azúcar: Se informó con frecuencia que los azúcares reductores fructosa y  glucosa constituyen la porción mayoritaria. En la miel de abeja sin     aguijón, la suma de azúcares reductores va de 12,5 g / 100 g a 75,7 g / 100 g. otros azúcares, como sacarosa y maltosa, también se informaron en miel. Su presencia a menudo se informa en un contenido más bajo en comparación con la fructosa y la glucosa, o a veces no se detectaron en absoluto. En términos de sacarosa, su detección en miel de abeja sin     aguijón va de 0,025 g / 100 g a 32,33 g / 100 g. Para maltosa, el valor va desde 0,6 g / 100 g a 53g / 100 g.
- Actividad enzimática: Se han seleccionado dos enzimas clave para la validación de la calidad de la miel: diastasa e invertasa. Diastasa es el nombre común de la enzima     alfa-amilasa. Está presente de forma natural en la miel y la actividad     tiende a reducirse con el tiempo. Por tanto, la actividad de la diastasa se suele utilizar como indicador de frescura de la miel. La enzima hidrolítica de sacarosa, invertasa, tiene un papel clave en la     transformación de la sacarosa del néctar en la glucosa y fructosa en la     miel.
- Nitrógeno: La medición de nitrógeno representa el contenido de proteína bruta en la miel. n abejas sin  aguijón, el contenido de nitrógeno informado varía de 107 mg / 100 g a 816     mg / 100 g.
- Minerales: En la miel de Apis mellifera, se informa con frecuencia que el contenido mineral de la miel relaciona el beneficio nutricional de la miel En la miel de     abeja sin aguijón, el contenido mineral fue evaluado en 65 muestras. Un     total de 14 minerales habían sido estudiados por 6 grupos de investigación, potasio (K), sodio (Na), calcio (Ca), magnesio (Mg),  manganeso (Mn), fósforo (P), hierro (Fe), cobre (Cu), zinc (Zn), bario     (Ba), cadmio (Cd), plomo (Pb), arsénico (As) y mercurio (Hg). Se     detectaron cuatro minerales principales en la miel de abeja sin aguijón, que son K, Na, Ca y Mg. Se descubrió que los minerales más abundantes en la miel de abeja sin aguijón son K, que van de 45,9 mg / 100 g a 1357,76     mg / 100 g. A esto le sigue el Na, que va desde 0,78 mg / 100 g hasta 589,7 mg / 100 g. A continuación, está el Ca, que va desde 3,85 mg / 100 g     a 199,6 mg / 100 g y finalmente Mg, que van desde 1,15 mg / 100 g hasta 73,76 mg / 100 g.
- Compuestos fenólicos: la presencia de fenólico vegetal es un indicador de una buena Miel de abeja sin aguijón de calidad. Ácido benzoico, ácido fenilpropanoico, ácido 4-hidroxibenzoico, 4-ácido hidroxifenilacético, ácido vanílico, ácido     protocatecuico y ácido p-cumárico se encuentran entre los indicadores sugeridos de una miel de buena calidad. Sin embargo, cada especie de abeja presenta su compuesto fenólico, por lo cual es complicado establecer este     punto.
- Contenido de hidroximetilfurfural: es ampliamente reconocido como un parámetro de frescura de la miel. El HMF suele estar ausente en una muestra recién recolectada y tiende a aumentar con el tiempo. HMF es un producto de degradación de azúcares     simples, especialmente fructosa. Se ha informado de varios factores afectar el contenido de HMF, incluido el calentamiento, las condiciones de almacenamiento, el pH de la miel y la adulteración de la miel con azúcares simples de fuentes externas. Los datos disponibles sobre HMF reveló un valor más alto de HMF a 78.5 mg / kg. Se ha establecido que el contenido de HMF no supere los 40 mg / kg.

la miel de abeja sin aguijón es un producto azucarado y, por lo tanto, sus propiedades organolépticas y terapéuticas, así como su contenido en enzimas y vitaminas son susceptibles de sufrir alteraciones durante su almacenamiento. Algunas de dichas alteraciones están directamente relacionadas con la presencia de hidroximetilfurfural (HMF) y consisten en el cambio de color, así como el desarrollo de sabores y olores extraños en la miel. El HMF es un aldehído formado a partir de la degradación de productos azucarados, en particular por deshidratación de la fructosa, siendo considerado uno de los parámetros a tener en cuenta para un eficiente control de calidad, especialmente en la miel. aparece espontáneamente en la miel debido tanto a su pH ácido, como a su contenido de agua y a su composición rica en monosacáridos (fructosa y glucosa), aumentando su concentración con el tiempo y debido al efecto de diversos factores. Entre esto últimos, el aumento de la temperatura es el factor que más influye en la velocidad de formación del HMF. En este sentido estudios realizados en mieles provenientes de zonas más cálidas han demostrado que las mismas poseen un mayor contenido de HMF. Otro factor importante es la acidez: las mieles más ácidas experimentan un aumento de HMF en función del tiempo. Otros factores que inciden en menor grado son: humedad, presencia de algunos minerales (K, Ca, Mg) y contenido de aminoácidos (alanina, ácido aspártico, etc.). El contenido máximo permitido en la normativa actual es de 40 mg de H.M.F./Kg de miel, valores superiores indican mieles viejas de baja calidad y/o excesivamente calentadas o adulteradas.

## Géneros de la tribu Meliponini
- Géneros Neotropicales: Melipona (40 especies), Plebeia (30 especies), Scaptotrigona (24 especies), Partamona (+25 especies), Trigona, Nannotrigona (9 especies), Oxytrigona, Paratrigona (12 especies), Cephalotrigona (3 especies), Trigonisca (17 especies), Trichotrigona (1 especie), Lestrimelitta (10 especies).
  - Género Cephalotrigona. Schwarz, 1940. 3 especies. Distribución geográfica Jalisco y Tamaulipas, México, a Santa Catarina, Brasil, y Misiones, Argentina.
  - Género Friesella. Espíritu Santo, Minas Gerais y San Pablo. Brasil.
  - Género Lestrimelitta Friese, 1903. . Distribución geográfica Neotropical: Nayarit y San Luis Potosí, México, a Río Grande del Sur, Brasil, y Misiones, Argentina, Bolivia.
  - Género Melipona Illiger, 1806. 40 especies o más. Distribución geográfica Sinaloa y Tamaulipas, México, a Tucumán y Misiones, Argentina, Bolivia.
  - Género Meliwillea Roubik, Segura & Camargo, 1997. 1 especie.[Meliwillea bivea Roubik, Segura & Camargo]. Distribución geográfica montañas de Costa Rica y oeste de Panamá.
  - Género Nannotrigona Cockerell, 1922: PUSNM 60: p.9. 9 especies. Distribución geográfica Sonora, Chihuahua y San Luis Potosí, México, a Santa Catarina, Brasil y Paraguay.
  - Género Nogueirapis Moure, 1953. 3 especies. Distribución geográfica De Costa Rica a Bolivia.
  - Género Oxytrigona Cockerell, 1917: PSYCHE 24: p.124. 8 especies. Distribución geográfica Chiapas, México, a Bolivia y Santa Catarina, Brasil.
  - Género Paratrigona Schwarz, 1938. 28 especies. Distribución geográfica Veracruz y Chiapas, México, a Uruguay; provincia de Salta , Argentina; y Bolivia.
  - Género Parapartamona Schwarz, 1948. 7 especies. Distribución geográfica Montañas de Colombia y Ecuador, Bolivia.
  - Género Plebeia Schwarz, 1938. 
    - Plebeia Schwarz, 1938 s.str. 30 especies. Distribución geográfica Sinaola y Tamaulipas, México, a provincia de San Luis, Argentina. Plebeia quadripunctata (Lepeletier).
    - Scanura Schwarz, 1938. 4 especies. Veracruz, México, a Paraná, Brasil y Bolivia.
    - Schwarziana Moure, 1943. 1 especie. Goia y Minas Gerais, Brasil, sur de Paraguay y Misiones (Argentina), Bolivia.

  - Género Scaptotrigona. Moure, 1942. 24 especies. Distribución geográfica Sinaloa, Durango, y Tamaulipas, México, hasta los trópicos de Salta, (Argentina) y Bolivia.
  - Género Trichotrigona. Camargo & Moure, 1983. 1 especie. [Trichotrigona extranea Camargo & Moure]. Distribución geográfica Amazonas, Brasil.
  - Género Duckeola Moure, 1944. 2 especies. Distribución geográfica Brasil.
  - Género Frieseomelitta. Ihering, 1912. 10 especies. Distribución geográfica Sinaloa y Veracruz, México, a Minas Gerais, Brasil.
  - Género Geotrigona Moure, 1943. 16 especies. Distribución geográfica Michoacán, México a Santiago del Estero (Argentina), Bolivia.
  - Género Tetragona. Lepeletier & Serville, 1928. 16 especies. Distribución geográfica Tabasco, México, a Minas Gerais (Brasil) y Bolivia.
  - Género Tetragonisca. Moure, 1946. 4 especies. Distribución geográfica Veracruz, (México), a Misiones (Argentina), Bolivia.
  - Género Trigona. Jurine, 1807 s.str. Más de 30 especies. Distribución geográfica Nayarit a Veracruz (México), sur de Santa Catarina (Brasil), y Misiones (Argentina), Bolivia.
  - Género Trigonisca. Moure, 1950. 23 especies. Distribución geográfica Jalisco y Veracruz (México), a Paraguay.
  - Género Dolichotrigona. Camargo & Moure (1988).
  - Género Partamona Schwarz, 1938. más de 25 especies, muchas de reciente descripción, su distribución desde México a Brasil, por Colombia, Perú y Bolivia. Distribución geográfica Sonora, Chihuahua y San Luis Potosí (México), a Mato Grosso, Brasil y este de Perú.

- Géneros Africanos: Meliponula, Cleptotrigona (2 especies), Dactylurina (2 especies), Hypotrigona, Lyotrigona (6 especies), Plebeina (1 especie). 
  - Género Cleptotrigona Moure, 1961. 2 especies. Distribución geográfica Liberia y Tanzania, sur de Angola and norte de Transvaal en Sudáfrica.
  - Género Dactylurina Cockerell, 1934: RZBA 26: p.47. 2 especies. Distribución geográfica África tropical, Kenia y Tanzania a Zaire y Liberia.
  - Género Hypotrigona Cockerell, 1934: RZBA 26: p. 47. 6 especies. Distribución geográfica Abundante en África tropical, de Ghana a Kenia y sur de Angola y Natal, Sudáfrica.
  - Género Liotrigona Moure, 1961. 6 especies o más. Distribución geográfica común en África, distribuida de Etiopía a Natal y de Ghana a Angola; común en Madagascar.
  - Axestotrigona Moure, 1961. 12 especies. Distribución geográfica Gambia a Kenia, sur de Angola y de Transvaal, Sudáfrica.
  - Meliplebeia Moure, 1861. 12 especies. Distribución geográfica Senegal a Etiopía, sur de Namibia y Natal, Sudáfrica.
  - Meliponula Cockerell, 1934 s.str. 1 especie. Distribución geográfica Liberia, República Centroafricana, Uganda sur de Angola. [Meliponula bocandei (Spinola)]
  - Género Plebeina Moure, 1961. 1 especie.[Plebeina denoiti (Vachal) posiblemente en varias especies]. Distribución geográfica Kenia y Uganda al este de Zaire, Botsuana, y norte de Transvaal y Natal, Sudáfrica.
- Géneros Asiáticos y Australianos: Trigona, Austroplebeia.
  - Género Austroplebeia. Moure 1961. 9 especies pertenecen a este género. Distribución geográfica Noreste de Australia y Nueva Guinea.
  - Género Lisotrigona Moure, 1961. 3 especies. Distribución geográfica Sri Lanka y India central a Vietnam, Borneo y Sumatra.
  - Género Pariotrigona Moure, 1961. 2 especies. Distribución geográfica Malasia Península de Indochina, Borneo y Sumatra.
    - Heterotrigona Schwarz, 1939. Más de 50 especies. Distribución geográfica Sudeste de Asia, incluyendo Borneo y Sumatra.
    - Homotrigona Moure, 1961. 1 especie. [Trigona fimbriata Smith]. Distribución geográfica Oeste de Malasia a Vietnam.
    - Lepidotrigona Schwarz, 1939. 4 especies o más. Distribución geográfica India a Las Filipinas y Taiwán, sur de Sumatra, Borneo y Java.
    - Papuatrigona Michener & Sakagami, 1990. 1 especie.[Trigona genalis Friese]. Distribución geográfica Nueva Guinea e islas cercanas.

  - Género Tetragonula